# Vittoria Bussi
Vittoria Bussi (Rome, 19 maart 1987) is een Italiaanse wielrenster. Op 13 september 2018 verbeterde zij in Aguascalientes het 2,5 jaar oude werelduurrecord van Evelyn Stevens met 27 meter tot 48,007 km. Een dag eerder onderbrak ze een poging vanwege de weersomstandigheden. Een jaar voordien kwam ze bij een poging tot 47,576 km en verbrak daarmee niet het wereldrecord, maar wel het Italiaanse record. Op de weg reed zij in dienst van Servetto Footon en S.C. Michela Fanini Rox en behaalde goede resultaten in met name tijdritten, waaronder enkele podiumplaatsen tijdens het Italiaans kampioenschap tijdrijden. In 2019 werd ze 11e tijdens het EK tijdrijden in Alkmaar en 35e tijdens het WK tijdrijden in Yorkshire.
Op vrijdag 13 oktober 2023 verbeterde zij in Aguascalientes het vorige werelduurrecord van Ellen van Dijk met ruim 1 kilometer tot 50,267 km, op 10 mei 2025 verbeterde ze haar eigen record nogmaals, tot 50,455 km.

## Palmares
2014

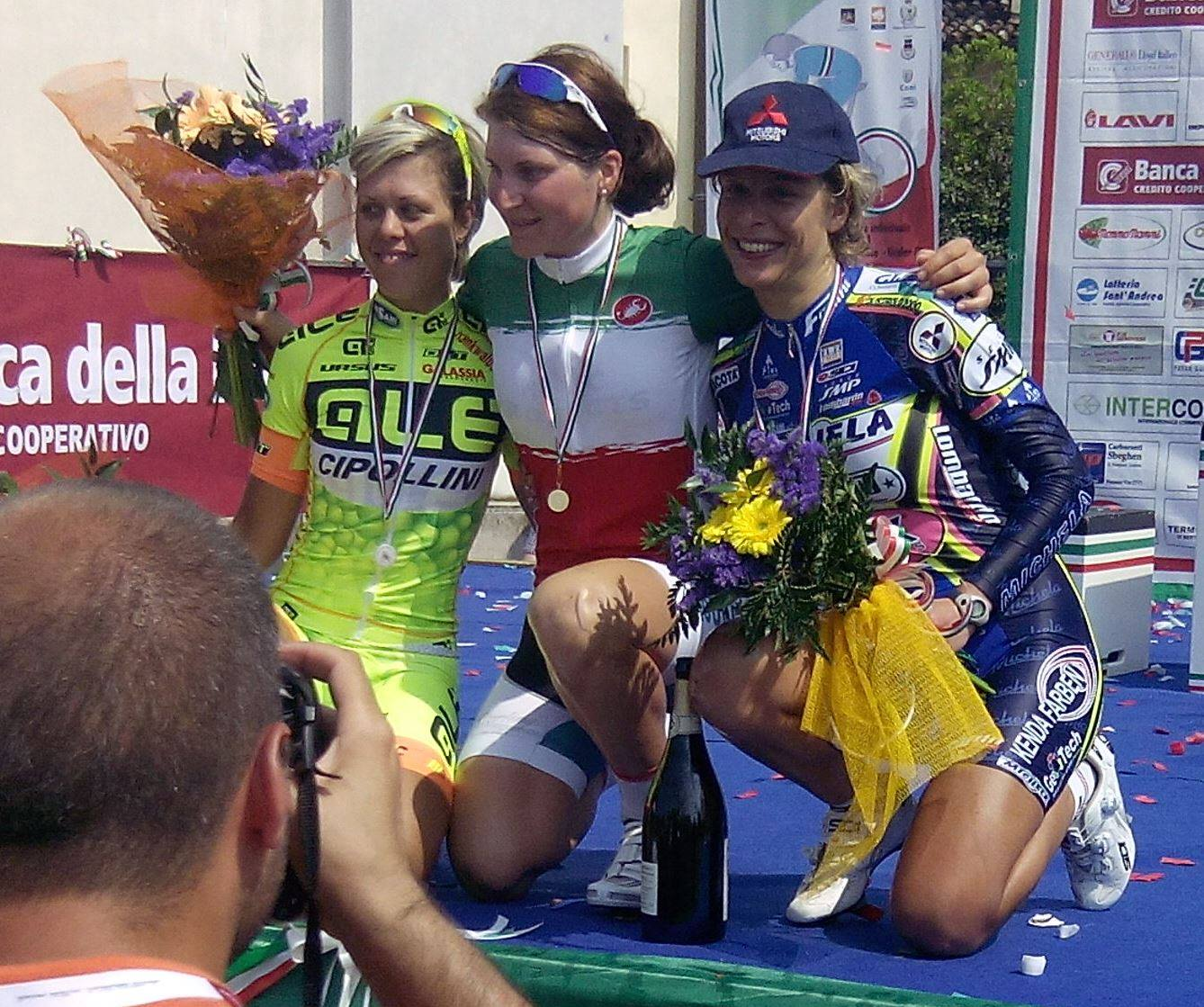
In 2014 won Bussi brons tijdens het Italiaans kampioenschap tijdrijden achter Elisa Longo Borghini en Elena Berlato.

- Italiaans kampioenschap tijdrijden, elite

2016
- 5e in het Italiaans kampioenschap tijdrijden, elite

2018
- Italiaans kampioenschap tijdrijden, elite
- 5e in Chrono des Nations

2019
- Italiaans kampioenschap tijdrijden, elite
- 3e in Ljubljana-Domzale-Ljubljana
- 4e in Chrono des Nations
- 5e in Chrono Kristin Armstrong

2020
- Italiaans kampioenschap tijdrijden, elite

| Jaar | Ronde van Vlaanderen | IK tijdrijden | Chrono des Nations | Ljubljana-Domzale-Ljubljana |
| ---- | -------------------- | ------------- | ------------------ | --------------------------- |
| 2014 | opgave               | Brons         | 14e                |                             |
| 2015 |                      | 13e           | 19e                | 19e                         |
| 2016 |                      | 5e            | opgave             | 9e                          |
| 2017 |                      | opgave        |                    | 8e                          |
| 2018 |                      | Zilver        | 5e                 |                             |
| 2019 |                      | Zilver        | 4e                 | Brons                       |